# 동남아시아 전구 (제2차 세계 대전)
동남아시아 전구(영어: South-East Asia Theatre)는 1941년 12월 8일, 일본군이 말레이 연방을 침공한 12월 7일부터 1945년 8월 15일 일본의 항복이 있을 때까지 일어난 일련의 전투들을 포괄하는 전역이다. 연합국의 식민지가 대부분이었던 이 지역에서 일본군 대부분은 대동아공영권을 주장하며 자신들의 식민지 침략 논리를 정당화했으나, 이는 일본군의 모략에 불과했다. 일본은 이 지역에서의 패배로 태평양 전쟁에서의 주도권을 상실했으며, 연합군의 본토 공습에 대비해야 했으며, 전쟁 물자의 보급원이 끊기게 되었다.

## 개요
1933년 일본 제국은 국제 연맹을 탈퇴하였고, 1936년에는 군비축소회의(軍備縮小會議)에서도 탈퇴하여 국제적으로 완전히 고립된 상황이었다. 1939년 제2차 세계 대전이 발발하자 일본은 1940년 독일, 이탈리아와 동맹을 맺었다. 일본은 미국의 철 수출 금지 조치에도 불구하고 전쟁을 이어 나갔는데 소련과 1941년 4월, 불가침 조약을 체결하여 철을 지속적으로 공급받을 수 있었기 때문이다. 미국은 이에 분개, 일본에 석유 수출을 금지하였다. 일본이 이를 무효화해달라고 요구하자 미국은 만주를 제외한 전 지역에서의 일본군 철수, 독일-이탈리아와의 동맹 무효화를 주장했다. 1941년 10월 17일, 도조 히데키를 중심으로 내각이 수립되었고, 이들은 미국을 공격하기로 결정내렸다. 1941년 12월 7일, 일본의 말레이 반도 침공이 시작되었고, 55분 후에 일본군이 진주만 공격을 시행하고 필리핀에 있는 미군 항공 기지를 공습하면서 태평양 전쟁이 시작되었다.
필리핀

## 같이 보기
- 한국 광복군
- 중일 전쟁

## 참고 자료
- Bayly, Christopher; Harper, Tim (2007). 《Forgotten Wars: Freedom and Revolution in Southeast Asia》 (영어). Belknap Press. ISBN 0-674-02153-3.
- Bayly, Christopher; Harper, Tim (2005). 《Forgotten Armies: The Fall of British Asia, 1941–1945》 (영어). Belknap Press.
- Drea, Edward J. (1998). 《In the Service of the Emperor: Essays on the Imperial Japanese Army》 (영어). Nebraska: University of Nebraska Press. ISBN 0-8032-1708-0.
- Latimer, Jon (2004). 《Burma: The Forgotten War》 (영어). London: John Murray. ISBN 978-0-7195-6576-2.
- Slim, William (1956). 《Defeat Into Victory》 (영어). London: Cassell.
- Seki, Eiji. (2006). Mrs. Ferguson's Tea-Set, Japan and the Second World War: The Global Consequences Following Germany's Sinking of the SS Automedon in 1940. London: Global Oriental. 13- ISBN 978-1-905246-28-1(cloth) [reprinted by University of Hawaii Press, Honolulu, 2007 – previously announced as Sinking of the SS Automedon and the Role of the Japanese Navy: A New Interpretation.]